# Benz(a)antraceno
Benz[a]antraceno é um hidrocarnoneto aromático policíclico com a fórmula química C18H12.
En fevereiro 2014, a NASA anunciou um banco de dados grandemente ampliado para rastrear hidrocarbonetos aromáticos policíclicos (PAHs, do inglês polycyclic aromatic hydrocarbons), incluindo benz[a]antraceno, no universo. 